# اورخان چلبی
اورخان چلبی (۱۴۱۲ – ۲۹ می ۱۴۵۳) شاهزاده امپراتوری عثمانی بود. او چهار پسر داشت: علی‌شاه، جهان‌شاه، ولی‌خان و بوگاخان. اورهان نوه سلیمان چلبی و پسر قاسم چلبی بود، بنابراین پسر عموی دوم و رقیب سلطان محمد فاتح بود. 
اورخان به عنوان گروگان به قسطنطنیه فرستاده شد و عثمانی‌ها در مدت اقامت او در آنجا به بیزانسی‌ها خراج پرداختند تا او را دور نگه دارند. در سال ۱۴۵۳ او با حدود ۶۰۰ فراری عثمانی  در کنارش به دفاع از امپراتوری بیزانس در جریان سقوط قسطنطنیه پیوست. آنها وظیفه دفاع از بخشی از دیوارهای دریا، از جمله بندر اپتاسکالیو را به عهده داشتند.
داستان‌های متعددی در مورد چگونگی این اتفاق وجود دارد، اما پس از سقوط شهر، اورخان در حالی که قصد فرار داشت دستگیر و اعدام شد. 